# 巴賽語

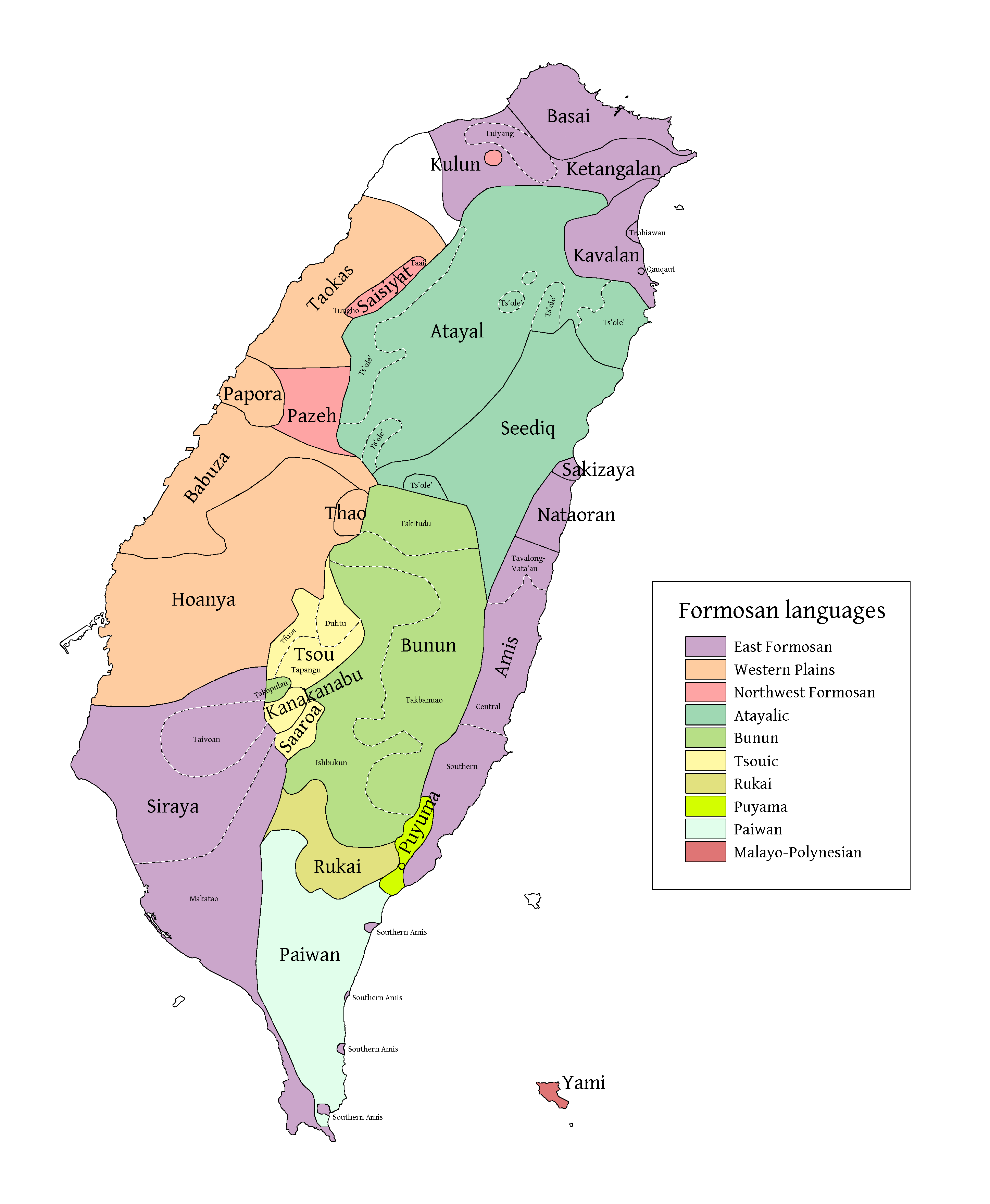
漢人遷台之前的台灣南島語言分布圖（按 Blust, 1999）.東台灣"蘭嶼島（深紅色）表示為使用馬來-玻里尼西亞語族巴丹語群達悟語的區域.

巴賽語（Basai/Kawanuwan/Ketangalan），亦稱「馬賽語」、「馬塞語」，為台灣北部平埔族巴賽族所用的台灣南島語言，原在大台北地區、基隆市、新北市石門區、金山區、萬里區、瑞芳區、貢寮區等地使用。依據中研院李壬癸院士研究認為在大台北地區的巴賽語於1937年才消失。於2009年2月21日世界母語日聯合國教科文組織發表世界各地母語現況報告。在台灣部分，有24種語言有危機。其中巴賽語等七種語言，已被認定流失。

## 歷史記載
十七世紀前半葉台灣北部於西班牙統治時期駐台（1631年7月－1633年5月）西班牙神父哈辛托·艾斯奇維（Jacinto Esquivel del Rosario/O.P.）說：「...他們都使用一種通用语即巴賽語（Bazay）。有些地方雖然有他們自己的語言，但都是以巴賽語作為第二語言...」， 另駐台（1636年－1642年）傳教士胡安·洛杉磯（Juan de los Angeles/O.P.）亦說：「...西班牙人統治的區域有一種共通的語言，叫做巴賽語（Basay），通行到產金的地區哆囉滿（Turoboan，花蓮縣立霧溪出海口一帶）...」

## 地名源流
現今許多地名如：Ki-taparri（金包里社，Cajpary）、Ari-pong（阿里磅；新北市石門區乾華里）、Ari-law（阿里荖；新北市石門區草里里）、Masu（瑪鋉；萬里）、Kantaw（甘答門；甘豆門；關渡）、Catayo（塔塔悠；台北市松山區莊敬里一帶）、Pourompong（大龍峒）、Ki-pataw（北投/八斗子）、Ki-zing-an（唭哩岸）、Pari（八里）、Perranouan（暖暖社），以及Bangka（艋舺）、Palaka (巴拉卡公路；巴拉卡、百拉卡、百六戛；百六戛山）等均為巴賽語音譯而成。

## 巴賽語及淡水語採錄
巴賽語及淡水語的採錄大抵分四個時期：
1. 台灣西班牙統治時期（1626年－1642年）
2. 臺灣清治時期康熙朝（1662年－1722年）
3. 台灣日治時期（1895年－1945年）
4. 台灣戰後時期（1980年代）

從每時期的語料採錄可以觀察出巴賽語的語音演變進程之各式表達法。

### 西班牙統治時期
西班牙佔領北臺灣後，隨軍出征的道明會神父艾斯基維（之後艾斯基維在赴日本傳教航程中被船員殺害，相關時期神父們的事蹟被改編為小說《沉默》及同名電影）先在雞籠和平島上西邊傳教士居住地裡設立了給漢人和日本人就讀的神學院「諸聖修院」（Todos los Santos），目的在培養進入日本的傳教士。後艾斯奇維從基隆轉抵淡水，獲准入村傳教。期間約從1631年10月至1632年2月。艾斯奇維神父為了在淡水地區更方便的傳教，編寫了「淡水語辭彙」（Vocabularino de la lengua de los Indios Tanchui en la Isla Hermosa）、以及「淡水語教理書」（Doctrina cristiana en la lengua de los Indios Tanchui en la Isla Hermosa）二本書與兩篇報告、後此書籍及報告歸存於西班牙阿维拉（Ávila）道明會館。據西班牙阿維拉道明會館的一份古文件註記，這二本書在20世紀初仍有西班牙神父見過。據信有可能因年久破損、故與別的古書混合裝訂而不知所踪。至今這兩本書仍遺軼。

### 清康熙時期
於臺灣清治時期1722年7月（康熙61年6月）巡臺御史黃叔璥於臺海使槎錄「番俗六考」卷六「北路諸羅番十」卷末載有一首「澹（淡）水各社祭祀歌」。此時期的巴賽語歌曲之採錄用的是漢字記音，音素精準度較模糊。

### 日治時期
台灣日治時期日人安倍明義將所採集之部分巴賽語（Ketangalan）單詞及其它的南島語系語言編入1930年12月出版的「蕃語研究」一書，由臺北市樺山町「蕃語研究會」出版。 於1936年10月台北帝國大學人类学教授淺井惠倫對由三孫潘慶龍陪同前來臺北帝大的新北市三貂社新社巴賽語發音人「潘氏腰」（時年75歲（1861?-1947?），潘耀璋（1934−2008；75歲）老師之曾祖母）、及1936年12月淺井與其助理林氏對宜蘭縣社頭社（qaikilabiawan/壯圍鄉新社村，哆囉美遠（trobiawan））方言發音人「吳林氏伊排（Ipay）」（時年69歲（1867?-1937.3.1））等二人進行語音記錄之研究。 同年日本人石坂莊作亦赴臺北州（今新北市）貢寮鄉訪問巴賽族老嫗潘氏腰，並採錄三支巴賽語「祝年歌」等歌謠。 接著於1937年3月1日「吳林氏伊排」（70歲）去世後，巴賽語哆囉美遠（Trobiawan）方言就先走入歷史了。不過，吳林氏留下了7張以<巴賽語哆囉美遠方言之歌謠和傳說> （页面存档备份，存于）灌製成的<蟲膠>黑膠唱片（京都三榮唱片（Sammen）1936年出片），由东京外国语大学收存保管。

### 1980年代
在1987年李壬癸院士對「曾潘蟯」（小時候住過貢寮新社，時年83歲）女士進行田野語音調查。 再於1994年時，至宜蘭縣冬山鄉員山療養院訪談巴賽族後裔‧潘盛女士（時年90歲）進行巴賽語之語音採錄確認工作。

## 語言復興及發展
從1626到1642年、台灣北部西班牙統治地區，巴賽語跟至少與其他兩種語言並存：一種依據神父艾斯奇維的報告是「淡水語」（la lengua de los Indios Tanchui），另一種是在淡水河口北岸 Senar社（林仔）所使用的「塞納語」（Senar）（荷文：Sinack）。 而據1644年 「Quimaurri（Ki-maurri/基隆港地區巴賽族平埔社）的長老丟哆囉（tiwtolo）接受荷蘭人詢問概要」裡的第17道提問說：「淡水的人跟 Quimaurri 的人講同一種語言嗎？」回答說：「是的」。台灣日治時期1936年（昭和11年）台北帝國大學人類學教授淺井惠倫，採錄三貂社（St. Jago、又名山朝社，今天新北市貢寮區龍門村）當時還會講巴賽語的潘氏腰收集到1,000多個巴賽語（Basay）、及哆囉美遠（Trobiawan）方言之語詞及句子。 1991年由日本學者土田滋重新整理，中央研究院李壬癸院士帶回臺灣給台北縣市凱達格蘭族協會做族語推廣。 
現為死語，不過試圖進行語言復興。

2019年台北市凱達格蘭長老會宣道協會陳金萬辦理凱達格蘭族文化會議，試圖整合巴賽語相關語料作為復振使用 ；2021年，凱達格蘭族塔塔悠社青年Mutulavay（杜宜蓁）偕同排灣族七佳部落青年Giljegiljaw（陳文瀚）嘗試重現巴賽語語料，製作成podcast族語廣播短劇，並參與由臺北市政府原住民族事務委員會舉辦的網路podcast族語教材競賽，獲得第三名，此為近代巴賽語躍出文獻而重新被使用之首例。

## 語音系統
巴賽語的音系之音位大都使用適當的Unicode符號來標示。在台灣南島語的書寫系統的訂定上，元輔音之音系表原則上都是先「發音部位」（橫列）、後「發音方法」（縱列）、再考量「清濁音」，來訂定其音系之音位架構。

## 巴賽語文法
在文法的分類上台灣南島語並不同於一般的分析語或其它综合语裡的動詞、名詞、形容詞、介詞和副詞等之基本詞類分類。比如台灣南島語裡普遍沒有副詞，而副詞的概念一般以動詞方式呈現、可稱之為「副動詞」，類之於俄语裡的副動詞。 巴賽語文法分類是將基礎的文法之詞類、詞綴、字詞結構及分類法，對比分析語等之詞類分類法加以條析判別。

## 例文

### 巴賽語歌謠採錄
1936年（昭和11年）石坂莊作與宗壬癸前往臺北州雙溪下游貢寮訪問巴賽族老嫗「潘氏腰」（時年75歲），並採錄三支巴賽語歌謠。並於同年7月1日由廣播電臺廣播。 其中一支「祝年歌」，歌詞如下：

Sa-tzay-an na Tasaw-an (祝年歌)

原文：Chinabi tasawan, tasawan, Pashinkua! taraku gu wannakai!

中文：今日新年，去玩吧！我子與我孫呀！

拉丁：Cinabi tasaw-an, tasaw-an, Pasin-kua! taraku ku wanak-ay!
原文：taraku, maiai, nachiaku sabatu, Kinneno maraisei, maraisannia,

中文：廟堂以石砌成，柱上雕塑有龍，

拉丁：taraku, maiai, naciaku sa-btu, Ki-nneno ma-raisei, ma-raisannia,
註解：(sa-btu:以石頭…)
原文：wubai chinnabi, Kinarausiyana, waitara a,owae, ohownihe,

中文：堂皇富麗，無人不知，無人不拜，

拉丁：wubai cinabi, Ki-narauisiyana, waitara a,owae, aohownihe,
原文：ohowaiya, heiehe, eheyooho.

中文：讓我等一起玩吧！

拉丁：aoho-waiya, eheihe, eheyooho.

## 外部連結
- 巴賽語在《民族語》的連結
- 凱達格蘭文化館 （页面存档备份，存于）
- Linguistic data （页面存档备份，存于） （英文）
- (新北市)貢寮新社平鋪老嫗潘氏腰(照片) （页面存档备份，存于）
- 貢寮新社平埔老嫗潘氏腰(照片)/數位典藏目錄
- 淺井惠倫訪問巴賽族老嫗吳林氏伊排(時69歲/照片)
- 舊地名與古地圖|中央研究院臺灣史研究所檔案館 （页面存档备份，存于）
- 臺灣平埔原住民協會(潘耀璋)
- 從巴賽到金雞貂 （页面存档备份，存于）
- 曹銘宗──《沉默》與台灣的歷史關係 （页面存档备份，存于）
- YouTube上的Silence Official Trailer
- .   [2021-07-23]. （原始内容存档于2021-07-23）.
- Podcast巴賽語廣播劇/ 激烈的愛 教學對話(Mutulavay、Qupa) （页面存档备份，存于）